# Nicola da Gesturi
Nicola da Gesturi, OFMCap., rodným jménem Giovanni Angelo Salvatore Medda (4. srpna 1882, Gesturi – 8. června 1958, Cagliari) byl italský římskokatolický řeholník, člen kapucínského řádu. Katolická církev jej uctívá jako blahoslaveného.

## Život

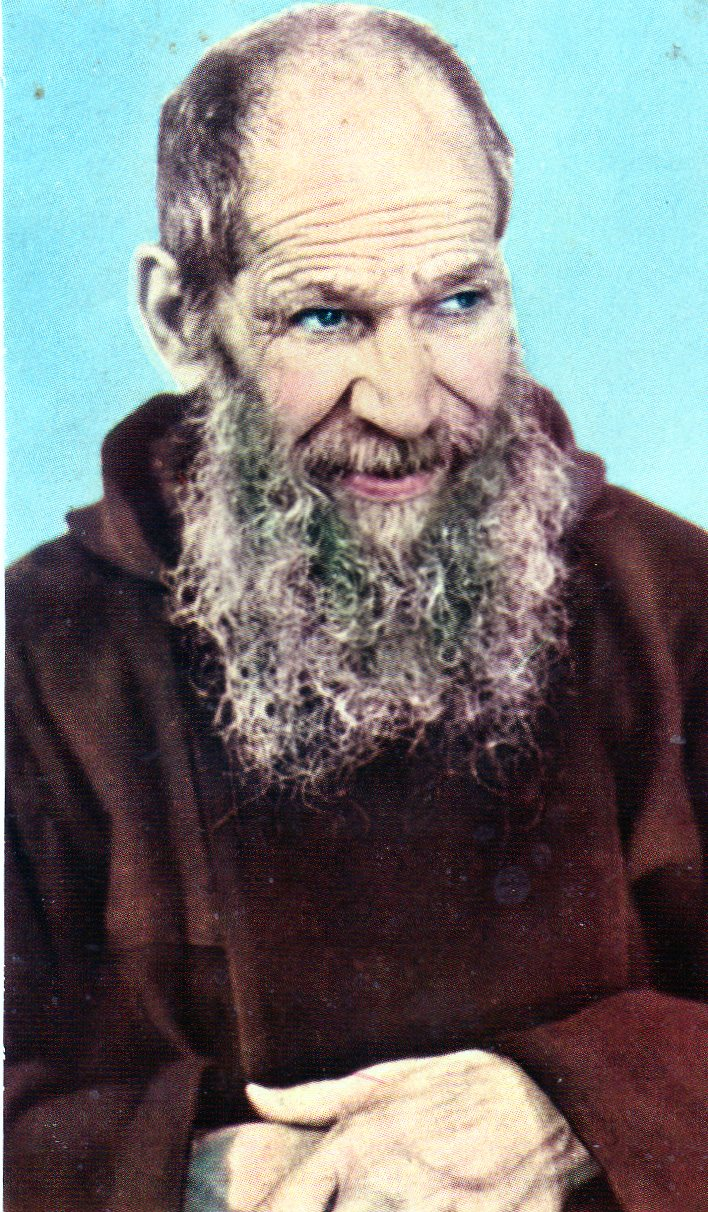
Portrét

Narodil se dne 4. srpna 1882 v Gesturi jako šesté ze sedmi dětí Giovannim Meddovi a Priamě Cogoni Zedda. Jeho sourozenci byli Rita, Maria Antonia, Peppino, Giovanni a Salvatore. Dne 8. prosince 1886 přijal svátost biřmování.
Dne 10. června 1887 zemřel jeho otec, a dne 6. června 1895 mu zemřela matka. V důsledku toho byl svěřen do péče otcovy sestry Rity, které si jej příliš nevážila a brala jej jako svého sluhu. Svůj čas trávil prací na poli a hlídáním dobytka. Jeho teta, která o něj pečovala, nedlouho poté také zemřela. První svaté přijímání přijal 18. prosince 1896. Měl povolání po zasvěceném životě a praktikoval sebeumrtvování.
V březnu roku 1911 vstoupil do kapucínského kláštera v Cagliari a zahájil zde svůj noviciát. Přijal řeholní jméno Nicola. Po složení řeholních slibů vystřídal pobyt v klášterech v Sanluri, Sassari a v Oristanu. V klášterech měl na starosti práci v kuchyni, než byl v roce 1924 přidělen mezi mnichy, kteří obcházeli okolní obce a žebrali pro ostatní mnichy. Při setkáních s lidmi s nimi často hovořil o katolické víře. Pro své žebravé povolání musel čelit řadě urážek a posměšků.
Postupem času se stal oblíbeným a lidé se na něj obraceli s prosbou o radu a duchovní rozhovor. Navštěvoval nemocnice a poskytoval útěchu nemocným. Bylo mu připisováno mnoho náhlých uzdravení, pročež jeho popularita nadále vzrůstala. Během druhé světové války pomáhal chudým, kteří byli vysídleni ze svých domovů a odloučeni od svých rodin.
Dne 1. června 1958 předstoupil ke svému představenému a požádal o uvolnění ze své služby kvůli vyčerpání. Byl poslán na kliniku, kde následujícího 2. června podstoupil operaci kvůli svému zdravotnímu stavu, který se prudce zhoršil. Zemřel v poledne dne 8. června 1958 v Cagliari, kde jsou v boční kapli zdejšího kapucínského kostela v žulovém sarkofágu uchovávány jeho ostatky.

## Úcta
Jeho beatifikační proces započal dne 11. června 1977, čímž obdržel titul služebník Boží. Dne 25. června 1996 jej papež sv. Jan Pavel II. podepsáním dekretu o jeho hrdinských ctnostech prohlásil za ctihodného. Dne 21. prosince 1998 byl uznán zázrak na jeho přímluvu, potřebný pro jeho blahořečení.
Blahořečen pak byl dne 3. října 1999 na Svatopetrském náměstí papežem sv. Janem Pavlem II.
Jeho památka je připomínána 8. června. Bývá zobrazován v řeholním oděvu. Je patronem města Cagliari.